# Didymodon curtus
Didymodon curtus là một loài Rêu trong họ Pottiaceae. Loài này được (Hedw.) Arn. mô tả khoa học đầu tiên năm 1827.